# Phelipara assamana
Phelipara assamana là một loài bọ cánh cứng trong họ Cerambycidae.